# 石橋雅史
石橋 雅史（いしばし まさし、1933年〈昭和8年〉1月4日 - 2018年〈平成30年〉12月19日）は、日本の俳優、空手家。段位は剛柔流九段・極真カラテ七段。本名：石橋 雅美（）。
台湾花蓮港庁花蓮港街で生まれ、福岡県柳川市へ転居。福岡県立伝習館高等学校、日本大学藝術学部演劇学科卒業。竹内事務所に所属していた。

## 来歴・人物
父は職業軍人で、弟が二人いる。終戦で福岡県柳川市へ引き揚げ、高校卒業まで過ごす。
1956年、大学卒業と同時に文化座演劇研究所、文学座付属演劇研究所に入り俳優の道を進む。やがて文化座の劇団員となるが、八百屋の小僧、パチンコ屋の店員、荷かつぎ人夫、学生時代から修行をしている空手では大山道場と草創期の極真会館で師範代をして生活費を稼ぎ、演劇『その人を知らず』（1957年）、『炎の人』（1958年）などの舞台に立つ。1964年の劇団文化座退団以降はテレビドラマや映画で活動するようになった。
1970年に『野獣都市』（東宝）で映画初出演以降は映像の仕事がメインとなるが、1973年の千葉真一主演の映画『ボディーガード牙 必殺三角飛び』に出演し、千葉と戦う敵を演じたことが転機となる。
翌年の映画『激突! 殺人拳』では千葉真一の推薦により敵役に抜擢され、同作では主演の千葉や監督である小沢茂弘の要望で格闘シーンに全て立ち会うなど、映画スタッフとしても貢献した。これ以降、修行していた空手道の腕前を見込まれて、1970年代は東映の格闘映画やアクションドラマでも活躍した。大山道場の後輩でもある千葉は「石橋さんに蹴られると痺れるんですよ。石橋さんは強かったし、うまかったねぇ。でも、石橋さんとやると安心してアクションシーンができた」と語っている。石橋は千葉が創設したジャパンアクションクラブで空手の指導もしていた。
悪代官、悪徳商人、ヤクザ・盗賊・破戒僧などを始めとした時代劇の名悪役としても有名で、TBSドラマ『水戸黄門』ではゲスト出演者第4位の46回出演している。
特撮スーパー戦隊シリーズには『ジャッカー電撃隊』の鉄の爪（アイアンクロー）以降、『バトルフィーバーJ』、『科学戦隊ダイナマン』、『高速戦隊ターボレンジャー』（以上、悪役（幹部、首領等）レギュラー）、『鳥人戦隊ジェットマン』、『電影版 獣拳戦隊ゲキレンジャー』と6度に渡り出演した。
1978年、萩本欽一司会の歌合戦番組『オールスター家族対抗歌合戦』（フジテレビ）に出演した際の人柄が萩本に評価され、1979年、萩本主演のバラエティ番組『欽ちゃんのどこまでやるの!?』（テレビ朝日）に萩本が住む住宅の隣人役でレギュラー出演。当時の紹介記事では「そのうち台詞も入れてくれるようなので楽しみです。どのように崩れてもコメディアンにはなれないので石橋雅史のままで出演します」と述べている。
1963年に結婚し、一男あり。自身のブログでは空手の修行を積みながら、後輩の育成にも取り組んでいることが書かれており、また、しばしば自作の俳句を掲載していた。
2018年12月19日、心不全のため死去。85歳没。

## 空手道
父親から柔道と剣道を幼少から習っていた。伝習館高等学校在学中には柔道を修行し、日本大学芸術学部演劇科へ進学後、浅草にある剛柔流の道場に通うようになった。やがて空手界の名門である日本大学芸術学部の剛柔流空手道部主将となり、卒業後は大学同部の師範を務めていた。剛柔流の先輩でもある大山倍達から頼まれ、大山道場と極真会館で師範代を役者修業の合間に引き受けることとなる。本来なら剛柔流を脱退し独立した大山のところへ行く事は許されないのだが、大山から何度も頼まれたため、家へ帰る途中に道場があった事から「寄り道をした」ということにして指導をし始めた。石橋は大山の伝説の一つ“10円玉曲げ”や、1956年11月の田園コロシアムで大山が550キロの牛と戦ったのを見ており、大山の高弟でもある。石橋の指導を受けた門下生には、後年極真会館の牽引車たる役割を担った者も多い。彼らは石橋の空手道や人柄をそれぞれ以下のように語っている。
山崎照朝
石橋は白帯の頃の山崎を才能があると見込んで、合同稽古の後に手取り足取りマンツーマンで特別に教えていた。極真会館が初めて開催した第1回オープントーナメント全日本空手道選手権大会で優勝した山崎は、第一報と喜びの報告を石橋へ伝えており、ワイン会社の顧問をしている山崎がワインを石橋に贈るなどその師弟関係は続いていた。
盧山初雄
大山茂
その他の門下生では岡田博文・渡辺一久・藤巻潤・春山一郎・大山泰彦、ジョン・ブルミン、千葉真一・郷田勇三・中村忠・加藤重夫・藤平昭雄・芦原英幸・添野義二らがいる。石橋は「武術は受けてすぐ攻撃しなければダメ。受けと攻撃で一つの動作なのです」と自身の武術観を述べ、その組手スタイルは変幻自在で「円を描く流麗な組手」と称された。

## エピソード
子供番組で敵役を演じるにあたっては、不快感を与えるものではあってはならないという考えから、悪の論理や美学を見せることを意識しており、自分自身を投影していたという。スーパー戦隊シリーズに関しては「現代のメルヘン」とも語っている。
自身のスーパー戦隊シリーズにおける初の悪役レギュラーとなった『ジャッカー電撃隊』の鉄の爪（アイアンクロー）役の出演オファーがあったときは「何で自分の所に話が来たのかわからない」と戸惑ったという。石橋は「当時は子供も小さかったので、学校でいじめられるんじゃないか」と懸念していたが、「やるからにはポリシーを持ってやろう」「悪には悪の論理があると、見ている子供達も興味を持つような悪役を作ることにした」と臨んだとも語っている。アクションについては、一連のカラテ映画とは違い「子供に見せるために華麗な動きにアレンジしようと心掛けた」と述べている。結果としては「子供ばかりか、私まで人気者になってしまいました」と語っている。
『バトルフィーバーJ』のヘッダー指揮官は、第8話までは潮建志が演じていたが、潮が覚せい剤取締法違反（所持）の容疑で逮捕、降板することとなったため、第4話に別役（ネンリキ怪人の人間態）でゲスト出演していた石橋が急遽代役として起用されることになった。この突然のレギュラー交代について、石橋は後に「第4話の時点では自分がレギュラーになることなど考えもしなかったので、話を聞いた時は戸惑った」、「私の芝居と潮ちゃんの芝居は全然違うわけですね。それは潮ちゃんの役者としてのパーソナリティがやっぱりあるわけで、私には私なりのパーソナリティがある。だから真似をするわけにはいかないんですね。私が出たら石橋の何かを見てもらいたいと思うのが役者ですから。その一方で、8話まで続いたものをコロッと変えてしまうと、観ている人はちょっと戸惑うんじゃないかという感じもありましてね。だから、あの役ばかりは最後まで苦しみました。」と語っている。なお、後に潮の出演シーンは一部を除き石橋が演じる形で撮り直され、再放送や映像ソフト、動画配信では、そちらに差し替えられている（詳細はバトルフィーバーJ #ヘッダー指揮官の映像の差し替えについてを参照）。
『科学戦隊ダイナマン』で演じたカー将軍の人気は、親子でファンレターが届いたり、バレンタインチョコが届く程であった。石橋はこの事に関して「不思議に思うと同時に、自分のやろうとしてきたこと間違っていなかったのだなぁと、うれしく感じたものです」と述懐している。
本人は上記の通り空手の達人だが、『仮面ライダーBLACK』で演じた高杉老人の役柄は、ある少年に空手名人と勘違いされて慕われる「偽の空手名人」であった。

## 出演

### 演劇
- その人を知らず（1957年、劇団文化座）
- 炎の人（1958年、劇団文化座）
- 雨月恋物語（1991年、新橋演舞場）

### テレビドラマ
- 大河ドラマ（NHK）
  - 赤穂浪士（1964年） - 浪人
  - 国盗り物語（1973年）
  - 勝海舟（1974年） - 筆頭与力・矢野
  - 花神（1977年） - 来島又兵衛
  - 独眼竜政宗（1987年） - 稲葉是常坊
  - 八代将軍吉宗（1995年） - 稲生次郎左衛門
  - 葵 徳川三代（2000年） - 広橋兼勝
  - 武蔵 MUSASHI（2003年） - 大久保忠隣
- 空手風雲児（1964年 - 1965年、NTV/島津プロ）
- マグマ大使（CX / ピープロ）
  - 第10話「音波怪獣フレニックス」 - 第12話「怪獣フレニックス最後の日」（1966年） - 岡崎警部補
  - 第43話「マグネット怪獣ジギラ現わる!」、第44話「マグマの使命」（1967年） - ガベル
- 特別機動捜査隊（NET / 東映）
  - 第266話「日曜日の死角」（1966年） - 杉田
  - 第288話「黒い砂漠」（1967年） - 安藤
  - 第321話「八人の女」（1967年） - 管理人
  - 第370話「挑戦」（1968年） - 山根刑事
  - 第379話「決斗」（1969年） - 天堂
  - 第603話「同棲の軌跡」（1973年） - 杉山
  - 第630話「声なき女ある娼婦の詩」（1973年） - 木村
  - 第661話「ある女刑事の逆襲」 (1974年)　- 豪原
  - 第700話「復讐の追跡」（1975年） - 金沢刑事
  - 第715話「太陽が憎い」（1975年） - 九鬼竜介
  - 第730話「南国の旅路の果て」（1975年） - 阿久津
  - 第734話「絶望を越えて」（1975年） - 大西部長刑事
  - 第760話「三億円エレジー」（1976年） - 辻編集長
  - 第780話「ある女の道」（1976年） - 河上
- ローンウルフ　一匹狼（NTV / 東映）
  - 第10話「拾った女」（1967年）
  - 第21話「さらばわが友よ」（1968年）
- キイハンター（TBS / 東映）
  - 第14話「贋札つかいの墓標」（1968年）
  - 第37話「殺人鬼 お呼びの時間」（1968年）
  - 第144話「荒原牧場 必殺の決闘」（1971年）
- ブラックチェンバー第6話「昼下がりの狙撃」（1969年、CX / 東映）
- 東京バイパス指令（1969年、NTV / 東宝）
  - 第29話「プレイボーイ作戦」
  - 第43話「ロスコー32口径を追え」
  - 第56話「狙われた刑事」
- 無用ノ介 第7話「無用ノ介 世直し不動にあう」（1969年、NTV / 国際放映） - 田丸
- 青空にとび出せ! 第24話「ヒットラー、お前は誰だ?!」（1969年、TBS / 国際放映）
- フラワーアクション009ノ1（1969年、CX / 東映）
  - 第7話「フランシーヌへ愛をこめて」
  - 第13話「君は可愛いボクのニャロメ」
- 五番目の刑事 第12話「バカは死ななきゃタメゴロー」（1969年、NET / 東映） - 白隆起
- 右門捕物帖（NTV/東宝） 第17話「江戸番外侍」（1970年）-渡清十郎
- 女殺し屋 花笠お竜（1970年、12ch / 国際放映）
  - 第14話「晴れ姿女三匹勢揃い」
  - 第24話「女が命を燃やすとき」
- ゴールドアイ 第15話「死闘また死闘」（1970年、NTV / 東映）
- 大忠臣蔵 第7話「大いなる決断」（1971年、NET / 三船プロ） - 三島三六
- 鬼平犯科帳 第2シリーズ 第3話「兇賊」（1971年、NET / 東宝） - 関口助九郎
- 大江戸捜査網（12ch / 日活→三船プロ）
  - 第21話「怪談 すすり泣く妖刀」（1971年） - 神崎
  - 第337話「御用金強奪の罠」（1978年） - 鬼頭竜拳
  - 第370話「汚名に賭けた目明し無情」（1978年） - 戸崎右近
  - 第490話「涙の仇討赦免状」（1981年） - 塚原左門
  - 第632話「生か死か! 傷だらけの女豹」（1984年） - 軍兵衛
  - 第678話「死を呼ぶ剣鬼! 父子に迫る邪悪剣」（1991年） - 小笠原監物
- 仮面ライダーシリーズ（MBS / 東映）
  - 仮面ライダー 第4話「人喰いサラセニアン」（1971年） - 戦闘員No.3
  - 仮面ライダースーパー1 第1話「惑星用改造人間の大変身」、第2話「闘いの時来たり! 技は赤心少林拳」（1980年） - 猿渡剛介（ファイヤーコング人間態）
  - 仮面ライダーBLACK 第40話「カラテ名人の秘密」（1988年） - 高杉三郎
- ガッツジュン 第2話「アタックチームの挑戦」第3話「美しき鬼コーチ」（1971年、TBS / 宣弘社） - アンパイヤ[注釈 4]
- 帰ってきたウルトラマン 第9話「怪獣島SOS」（1971年、TBS / 円谷プロ） - 近藤班長
- 火曜日の女シリーズ 花は見ていた（1971年、NTV / ユニオン映画）
- 弥次喜多隠密道中 第3話「仇討ち・めくら剣法」（1971年、NTV） - 川辺鉄之進
- 荒野の素浪人（NET / 三船プロ）
  - 第1シリーズ 第42話「流れ者 モズと呼ばれた男」（1972年） - 三輪
  - 第2シリーズ 第32話「五連発の女」（1974年）
- 刑事くん 第2部 （TBS）
  - 第14話「小鳥の声にさそわれて（1973年）
  - 第49話「桜の花の咲く頃に…」（1974年）
- ザ・ボディガード 第24話「マフィアと二つの顔の女」（1974年、NET / 東映）
- 夜明けの刑事（TBS / 大映テレビ）
  - 第26話「秘密を知った父」（1975年）
  - 第62話「お願い私を殺さないで!!」（1976年）　- 谷村
  - 第86話「地上最強のカラテ　仕組まれた殺人のワナ」（1976年） - 尾方
- ザ★ゴリラ7 第22話「皆殺しのラインアップ」（1975年、NET / 東映） - ヘンリー安里
- 破れ傘刀舟 悪人狩り 第29話「白の恐怖」（1975年、NET / 三船プロ） - 剣持軍十郎
- 必殺シリーズ（ABC / 松竹）
  - 必殺仕置屋稼業 第19話「一筆啓上 業苦が見えた」（1975年） - 正覚
  - 必殺仕事人（1980年）
    - 第39話「櫛技 斬! 子守唄」 - 橋爪源十郎
    - 第73話「断絶技 激走! 一直線刺し」 - 田村格之助

  - 新・必殺仕事人
    - 第5話「主水アルバイトする」（1981年） - 破戒僧・公然
    - 第33話 「主水粗食に我慢する」（1982年） - 奥平典膳

  - 新・必殺仕舞人 第7話「貝殻節は子捨て唄」（1982年） - 弁信
  - 必殺渡し人 第9話「無縁墓地で渡します」（1983年） - 赤松玄蕃
  - 必殺仕事人V 第12話「組紐屋の竜 忍者と闘う」（1985年） - 九十九一族・長
  - 必殺橋掛人 第7話「湯島天神の紅梅を探ります」（1985年） - 法念和尚
  - 必殺仕事人V・激闘編 第32話「鍛冶屋の政、水中で闘う」（1986年） - 勝蔵
  - 必殺仕事人V・風雲竜虎編 第15話「江戸大仏からくり開眼」（1987年） - 玄達
  - 必殺仕事人・激突! 第19話「秀、女絵師のモデルになる」（1992年） - 滝沢安房守
- 子連れ狼 第3部 第10話「魔道旅道しるべ」（1976年、NTV / ユニオン映画） - 風の玄内
- 伝七捕物帳 第114話「鳩笛怨み唄」（1976年、NTV / ユニオン映画） - 島野八郎
- 非情のライセンス（NET→ANB / 東映）
  - 第2シリーズ 第111話「破局」（1976年） - 兵頭
  - 第3シリーズ 第1話「兇悪の門出 赤ちゃんの顔が見たい!」（1980年） - 唐沢
- 駆けろ!八百八町 第1話「十手仇討ち」（1977年、NET / 東映） - 日比木総兵衛
- 遠山の金さん 第1シリーズ 第65話「りんどう花が嵐を呼んだ」（1977年、NET / 東映）- 秋葉林堂
- 江戸特捜指令 第22話「唐拳! 危うし遊び人奉行」（1977年、MBS / 三船プロ）
- スーパー戦隊シリーズ（ANB / 東映）
  - ジャッカー電撃隊（1977年） - 鉄の爪（アイアンクロー）
  - バトルフィーバーJ（1979年） - ベンガルの虎/ネンリキ怪人の声（4話）、2代目ヘッダー指揮官[注釈 5]/ヘッダー怪人の声（51話）
  - 科学戦隊ダイナマン（1983年） - カー将軍
  - 高速戦隊ターボレンジャー（1989年） - 暴魔博士レーダ
  - 鳥人戦隊ジェットマン 第27話「魔界大脱出」（1991年） - 泰元上人
- 破れ奉行 第30話「必殺! 琉球おんな拳法」（1977年、ANB / 中村プロ） - 慶良間竜元
- 柳生一族の陰謀 （KTV / 東映）
  - 第6話「根来忍者は死なず」（1978年） - 大密寺黒玄
  - 第25話「幽霊船と消えた三十人」（1979年） - 中城真武仁
- 達磨大助事件帳 第13話「雪絵危機一髪」（1978年、ANB / 前進座 / 国際放映） - 野田源十郎
- 若さま侍捕物帳 第4話「参上!! 悲恋の罠」（1978年、ANB / 前進座 / 国際放映）
- 暴れん坊将軍シリーズ（ANB / 東映）
  - 吉宗評判記 暴れん坊将軍
    - 第30話「裏切り御免!」（1978年） - 黒田権十郎
    - 第80話「暴走!旗本八万旗」（1979年） - 天童玄心
    - 第127話「狼の里に罠を張れ!」（1980年） - 石堂右源太
    - 第174話「尾道 夕焼け・仇討ち」（1981年） - 矢島弾正
    - 第188話「嵐を呼んだめ組の花嫁」（1981年） - 木崎重三郎帯刀

  - 暴れん坊将軍II
    - 第27話「鬼退治! 雨のオランダ屋敷」（1983年） - 保利主計頭
    - 第58話「泣いて馬謖の怨み節」（1984年） - 邑井右京亮
    - 第73話「暴走! 哀しき愚連隊」（1984年） - 早乙女刑部
    - 第97話「衝撃! 上様がさらわれた!」（1985年） - 伊賀長門守
    - 第118話「めぐり逢い運命の凶弾!」（1985年） - 大滝屋長兵衛
    - 第143話「悲願! お小夜アイヤぶし」（1986年） - 川北丹波
    - 第162話「にわか侍、破廉恥武士道!」（1986年） - 山崎屋忠兵衛

  - 暴れん坊将軍III
    - 第37話「魔性の女の涙雨」（1988年） - 亀井山城守
    - 第68話「マルカの女の目安箱」（1989年） - 酒井若狭守
    - 第87話「地獄を見たかオウムちゃん」（1989年） - 大河内兵部
    - 第104話「死闘、護持院ヶ原の果し状」（1990年） - 長江土佐守
    - 第128話「さよならの花かんざし!」（1990年） - 奈良屋庄三郎

  - 暴れん坊将軍IV
    - 第24話「汚名を晴らした恋女房」（1991年） - 島村頼母
    - 第52話「剣鬼が走る! 江戸の闇」（1992年） - 島田兵左衛門

  - 暴れん坊将軍V 第37話「わが恋せし上様」（1994年） - 柴沼荘太夫
  - 暴れん坊将軍VI 第42話「黄金地蔵が呉れたお母ちゃん」（1995年） - 安西兵庫頭
- 新五捕物帳（NTV / ユニオン映画）
  - 第37話「夢まくら恋の仇花」（1978年）
  - 第54話「岡っ引きの唄」（1979年） - 権蔵
- 大都会 PARTIII 第20話「爆走・金塊トレーラー」（1978年、NTV / 石原プロ） - 剣持
- 大空港 第28話「復讐のダイナマイト」（1979年、CX / 松竹） - 金森
- 桃太郎侍 （NTV / 東映）
  - 第128話「琉球を食う鬼退治」（1979年） - 吉田利左衛門 = 知念
  - 第161話「夢から来た手紙」（1979年） - 霞の甚五郎
  - 第179話「道楽息子の置土産」（1980年） - 大滝の鉄蔵
  - 第194話「大江戸娘番長」（1980年） - 内藤左内
  - 第213話「仁兵衛の天中殺」（1980年） - 叶屋久蔵
  - 第232話「嫁にするなら錦絵の女」（1981年） - 三宅外記
  - 第251話「昔も今もひとり花」（1981年） - 生駒外記
- ザ・スーパーガール 第13話「女ドラゴン・紅の必殺拳」（1979年、12ch / 東映） - 天童大
- Gメン'75（TBS / 東映）
  - 第227話「Gメン対香港の人喰い虎」（1979年） - 刺客
  - 第270話「香港カラテ殺人旅行」（1980年） - 香港ギャングのボス
- ナショナル劇場（TBS / C.A.L）
  - 江戸を斬る
    - IV（1979年）
      - 第8話「辻斬りは北辰一刀流」 - 三浦大五郎
      - 第24話「夫婦になった金公お京」 - 池田玄斎

    - V 第11話「仮面の悪魔は夢じゃない」（1980年） - 根岸十七郎
    - VI 第8話「義賊うの字小僧」（1981年） - 小畑八十郎
    - VII 第10話「瞼の父は大泥棒」（1987年） - まむしの松五郎

  - 大岡越前
    - 第6部（1982年）
      - 第10話「鷹の威を借る悪い奴」 - 儀十
      - 第29話「過去を消した男」 - 音造

    - 第7部 第18話「女が墜ちた焦熱地獄」（1983年8月22日） - 坂井大膳
    - 第8部 第10話「狙われた美人画の女」（1984年9月24日） - 青竜
    - 第9部 第9話「死体が消えた藪地獄」（1985年12月23日） - 寅蔵
    - 第11部 第1話、第2話「吉宗暗殺の野望」（1990年4月23、30日） - 室生寺左源太
    - 第12部
      - 第9話「万能薬が死を招く」（1991年12月9日） - 藤造
      - 第17話「地獄の淵に咲いた恋」（1992年2月10日） - 亥蔵

    - 第13部 第11話「情けに泣いたお役者小僧」（1993年1月25日） - 阿修羅の滝造
    - 第14部 第7話「復讐果たす怒りの十手」（1996年7月29日） - 夜烏の儀十
    - 第15部 第1話「大岡越前」（1998年8月24日）- 蛇の弥兵衛

  - 水戸黄門
    - 第13部 第9話「危機一髪! 火薬小屋の対決 -岡崎-」（1982年12月13日） - 駒木根五郎太
    - 第14部 第13話「恐怖! 凶賊卍衆 -久保田-」（1984年1月23日） - 黒羽の音十
    - 第15部 第1話「謎の美剣士隠密旅 -高松-」、第11話「老公暗殺! 火炎地獄 -福岡-」（1985年） - 朽木伝十郎
    - 第16部（1986年） - 玄心
      - 第9話「闇を裂く忍びの死闘 -吉野-」
      - 第10話「悪を断った鍾馗の舞 -若山-」

    - 第17部 第17話「黄門様のおしのび指南 -松山-」（1987年12月21日） - 弁天の松造
    - 第18部 第24話「黄門様は行方不明 -水口-」（1989年2月27日） - 鍾馗の熊五郎
    - 第19部 第23話「謎の用心棒 -飯山-」（1990年3月5日） - 黒姫屋五郎蔵
    - 第20部（1991年）
      - 第14話「湯煙り義侠の助太刀 -松山-」 - 権殿の鬼寅
      - 第36話「因果が巡る銘刀宗近 -高田-」 - 風神の唐兵衛

    - 第21部（1992年）
      - 第5話「恩讐越えた恋人形 -三次-」 - 赤熊の唐五郎
      - 第18話「悪を蹴散らす神楽面 -備中松山-」 - 荒神の丑蔵
      - 第25話「酔いどれ仁術 -糸魚川-」 - 北風の勘次

    - 第22部 第1話〜第6話、第8話～第10話（1993年5月17日 - 7月19日） - 首領 / 紀ノ川屋
    - 第23部
      - 第15話「格さんは偽りの夫 -小浜-」（1994年11月14日） - 赤鼻の駒八
      - 第27話「酔いどれ男の恩返し -人吉-」（1995年2月13日） - 梵天の熊五郎
      - 第37話「育ての母は木曽節お仙 -妻籠-」（1995年4月24日） - 亥の子の亥兵衛

    - かげろう忍法帖 第5話「桔梗の花は死の匂い -相馬-」（1995年6月19日） - 烈風斬鬼
    - 第24部
      - 第4話「愛を引き裂く八丁味噌 -岡崎-」（1995年10月9日） - 荒熊の繁蔵
      - 第24話「慕う坊やに娘の真心 -高岡-」（1996年3月4日） - 貸鍋屋権八

    - 第25部 第8話「奪われた恋女房 -鳥羽-」（1997年2月10日） - 赤岩の留蔵
    - 第26部 第8話「愛する夫は蘭語好き-佐伯-」(1998年4月6日)　- 赤岩の伝蔵
    - 第27部 第29話「不良娘が流した涙 -行田-」（1999年10月11日） - 吹上の藤蔵
    - 第28部 第28話「兄ちゃんを救え! 恐怖の人柱 -三原-」（2000年10月9日） - 臼倉大膳

  - 翔んでる!平賀源内 第11話「瞼の父は盗賊か?」（1989年7月17日） - 暁星十郎
  - 南町奉行事件帖 怒れ!求馬II 第15話「疑惑の炎」（2000年） - 八右衛門
- そば屋梅吉捕物帳 第22話「冥土へ走る黄金船」（1980年、12ch / 国際放映） - 桑田
- ミラクルガール （1980年、12ch / 東映）
  - 第6話「真夜中の怪電話」
  - 第19話「地上最強の美女対必殺邪拳」
- 雪姫隠密道中記 第6話「法師が招く船幽霊 -防府-」（1980年、MBS / S.H.P.） - 抱月
- 大激闘マッドポリス'80 第9話「殺人刑務所」（1980年、NTV / 東映） - 野本
- 新・江戸の旋風 第24話「はぐれ宿人質事件」（1980年、CX / 東宝） - 暗闇の仙三
- 長七郎天下ご免!（ANB / 東映）
  - 第48話「命みじかく三十両」（1980年）- 勘五郎
  - 第63話「無法の熊は笑って散った!」（1981年）- 黒川
  - 第87話「秋の螢 暴れ遊女お仙」（1981年）- 山本善四郎
- 銭形平次（CX / 東映）
  - 第737話「大激流」（1980年） - 早川源八郎
  - 第767話「おとぼけ捕物道中」（1981年） - 角禅
  - 第825話「精いっぱいの嘘」（1981年） - 仙十郎
- 大捜査線 第12話「路上の結婚式」（1980年、CX / ユニオン映画）
- 影の軍団シリーズ（KTV / 東映）
  - 影の軍団II 第7話「幻術! さそりの襲撃」（1981年） - 逆井蘭堂
  - 影の軍団IV 第8話「闇にきらめく遊女の群れ」（1985年） - 松野屋徳兵衛
- 関ヶ原（1981年、TBS） - 加藤嘉明
- 二百三高地 愛は死にますか（1981年、TBS / 東映） - 伊地知幸介
- 警視庁殺人課 第9話「白い恐怖バラキ」（1981年、ANB / 東映） - バラキ
- 特捜最前線 第230話「ストリップ・スキャンダル!」（1981年、ANB / 東映） - 山本玄次
- 文吾捕物帳 第18話「ここほれ子猫」（1982年、ANB / 三船プロ）
- 赤かぶ検事奮戦記II 第12話「九官鳥は偽証する」（1982年、ABC / 松竹）
- 同心暁蘭之介 第41話「姫の命 五千両」（1982年、CX / 杉友プロ）
- メタルヒーローシリーズ（ANB / 東映）
  - 宇宙刑事ギャバン 第3話「大変だ! 黒星博士のベム計画を阻止せよ」（1982年） - 黒星博士
  - 特救指令ソルブレイン 第25話「巨大母艦応答せよ」（1991年） - 島野教授
- 西部警察シリーズ（ANB / 石原プロ）
  - 西部警察 PART-II
    - 第12話「10年目の疑惑」（1982年） - 朝倉京平
    - 第34話「トリック・ジャック」（1983年） - 風間文造

  - 西部警察 PART-III
    - 第28話「大将と二等兵」（1983年） - 志村登
    - 第31話「思い出さがし」（1983年） - 総会屋・阿久津
    - 第57話「5分間の逆転!!」（1984年） - 高沢
- ザ・ハングマンシリーズ（ABC / 松竹芸能）
  - ザ・ハングマンII 第15話「出口なし恐怖の空気処刑」（1982年） - 広沢社長（協立警備会社）
  - 新ハングマン 第4話「兵隊を輸出する悪ガードマン会社」（1983年） - 大川毅（東日警備保障専務）
  - ザ・ハングマンV 第20話「決死のデートが逃がし屋に裂かれる!」（1986年） - 酒井（関東中央税関）
  - ハングマンGOGO 第12話「パンダが見た! アイドル殺人事件」（1987年） - 小池社長（パラダイスプロ）
- 斬り捨て御免! 第3シリーズ 第3話「生か死か断崖に揺れる二人」（1982年6月23日、TX / 歌舞伎座テレビ） - 仁蔵/琵琶法師
- 源九郎旅日記 葵の暴れん坊（1982年、ANB / 東映）
  - 第15話「極楽とんぼのひとり旅」 - 稲葉正富
  - 第28話「怒れ! いごっそう土佐鯨」 - 梶川主膳
- 遠山の金さん（ANB / 東映）
  - 第1シリーズ
    - 第11話「鉄火肌! 美しき尼僧」（1982年）- 辰造
    - 第31話「大奥絵巻! 呪いの丑三つ刻」（1982年）
    - 第81話「剣客秘話・女だてらに道場破り!」（1984年）- 黒岩陣十郎
    - 第133話「危険な密会・くれない族の乱舞!」（1985年）- 藤蔵

  - 第2シリーズ 第11話「女の斗い・守ってみせます晴舞台!」（1986年）- 加納新兵衛
- 右門捕物帖（NTV）
  - 第10話「ひとりぼっちの童歌」（1983年）
  - 第17話「少林寺から来た凄い奴」（1983年）欠番
- Gメン'82 第14話「香港の女必殺拳」（1983年、TBS / 近藤照男プロ） - 路洪全
- 柳生十兵衛あばれ旅 第18話「偽りの生き埋葬」（1983年、ANB / 東映） - 篝残雪
- ポーラテレビ小説 / おゆう（1983年、TBS） - 赤倉剛蔵
- 長七郎江戸日記 第1シリーズ 第23話「夜明けのうた」（1984年、NTV / ユニオン映画） - 戸田
- 新・大江戸捜査網 第8話「変幻殺し屋人別帳」（1984年、TX / ヴァンフィル） - 浅野主計亮
- ニュードキュメンタリードラマ昭和 松本清張事件にせまる 第13・14・15回（1984年、ANB / 国際放映） - 北一輝
- 星雲仮面マシンマン 第24話「対決! 忍者泥棒」（1984年、NTV / 東映） - 百地半太夫
- 誇りの報酬 第23話「潜行して敵を撃て!」（1986年、NTV / 東宝） - 村木組長
- 太陽にほえろ! 第695話「赤いドレスの女」（1986年、NTV / 東宝） - 沼田
- スケバン刑事III 少女忍法帖伝奇 第5話「打ち破れ! 魔のケン玉殺法」（1986年、CX / 東映） - 天狗師範
- ベイシティ刑事 第5話「美少女は俺がヤル!」（1987年、ANB / 東映）
- 三匹が斬る! シリーズ（ANB / 東映）
  - 三匹が斬る! 第1話「十萬両!ここが名代の浮世風呂」（1987年）- 軍兵衛
  - 続・三匹が斬る! 第13話「母恋の お世継ぎ様と修羅の旅」（1989年）- 三好
  - 新・三匹が斬る! 第8話「密造酒、飲んで飲まれて大作戦」（1992年）- 田宮兵庫
  - ニュー・三匹が斬る! 第17話「藍玉に、惚れた阿呆と盗る阿呆」（1994年）
- 隠密・奥の細道 第7話「仇討無情女の涙」（1988年、TX / G・カンパニー）
- 名奉行 遠山の金さん 第1シリーズ 第10話「お仙が拾った子」（1988年、ANB / 東映） - 山根三九郎
- 月影兵庫あばれ旅 第2シリーズ 第5話「金に転ばぬ奴がいた」（1990年、TX / 松竹） - 柴田屋
- 鬼平犯科帳 第2シリーズ 第8話「盗賊二筋道」（1990年、CX / 松竹） - 篭滝の太次郎
- 武田信玄（1991年、TBS / 東映） - 穴山梅雪
- 将軍家光忍び旅（ANB / 東映）
  - 第1シリーズ 第14話「浜松、女郎の仇討ち」（1991年） - 三枝備中
  - 第2シリーズ 第16話「軽井沢、旗本五千石を敵と狙う女」（1993年） - 梶本重左衛門
- 火曜ミステリー劇場 / 花ふぶき女スリ三姉妹5（1991年、ABC）
- 刑事貴族2 第21話「間違えられた犬」（1991年、NTV / 東宝） - 黒竜会会長
- 裏刑事-URADEKA- 第11話「時効を許すな! 悲しき殺し屋」（1992年、ABC / 松竹芸能） - 松沢
- 八百八町夢日記 第2シリーズ 第17話「暗闘」（1992年、NTV / ユニオン映画） - 大久保備後守
- 金曜エンタテイメント / 松本清張三回忌特別企画 草の陰刻（1994年、CX）
- 憲法はまだか 第2部「戦争放棄」（1996年、NHK）
- 夜会の果て（1997年、NHK）
- 土曜ワイド劇場 / 松本清張スペシャル 黒い樹海（1997年、ANB） - 医師
- よい子の味方（2004年、TBS） - 高品元三
- 上を向いて歩こう 坂本九物語（2005年、TX） - 大島清
- 水曜ミステリー9 / さすらい署長 風間昭平6（2006年、TX）
- 海峡（2007年、NHK） - 吉江慶一郎
- お江戸吉原事件帖 第8話「吉原炎上! 最後の仇討ち」（2007年、TX） - 鵜飼彦右衛門
- NHKドラマスペシャル・白洲次郎 （2009年、NHK） - 幣原喜重郎
- 薄桜記 （2012年、NHK） - 五郎兵衛

### 映画
- 野獣都市（1970年、東宝）- 権田
- 哀しみのベラドンナ（1973年、虫プロ / 日本ヘラルド）※声の出演。
- ボディーガード牙 必殺三角飛び（1973年、東映）- 鮫島一貫
- 殺人拳シリーズ（東映） - 志堅原楯城
  - 激突! 殺人拳（1974年）
  - 殺人拳2（1974年）
- 極悪拳法（1974年、東映）- 鷺見
- 黒い牝豹M（1974年、日活）- 中田
- 女必殺拳シリーズ（東映）
  - 女必殺拳（1974年）- 犬走一直
  - 女必殺拳 危機一発（1974年）- 本位田猪一郎
  - 帰って来た女必殺拳（1975年）- 蛇倉
  - 必殺女拳士（1976年）- 白毛鬼
- けんか空手シリーズ（東映）
  - けんか空手 極真拳（1975年）- 南部棋八郎
  - けんか空手 極真無頼拳（1975年）- 竜道寺重成
  - 空手バカ一代（1977年）- 与那島剛造
- 華麗なる追跡（1975年、東映）- 尾野沢要介
- 武闘拳 猛虎激殺!（1976年、東映）- 吉羅本伝造
- 新・女囚さそり 特殊房X（1977年、東映）- 黒岩徹
- ジャッカー電撃隊VSゴレンジャー（1978年、東映）- 鉄の爪（アイアンクロー）
- 多羅尾伴内（1978年、東映）- 種田金吾
- 多羅尾伴内 鬼面村の惨劇（1978年、東映）- 伸介
- 戦国自衛隊（1979年、角川春樹事務所）- 細川藤孝
- 二百三高地（1980年、東映）- 福島安正
- 忍者武芸帖 百地三太夫（1980年、東映）- 百地三太夫
- 吼えろ鉄拳（1981年、東映）- 響鉄心
- 大日本帝国（1982年、東映）- 高級参謀
- 宇宙刑事シャイダー 追跡! しぎしぎ誘拐団（1984年、東映）- 不思議獣ムチムチ人間体
- 「さよなら」の女たち（1987年、東宝）- 花屋敷金吾
- 劇場版 高速戦隊ターボレンジャー（1989年、東映）- 暴魔博士レーダ
- 善人の条件（1989年、松竹）
- ヤマトタケル（1994年、東宝）- セイリュウ
- ノストラダムス戦慄の啓示（1994年、東映）
- 餓狼伝（1995年、日本ビクター / 東北新社）- 松尾象山
- 修羅がゆくシリーズ（東映ビデオ）- 関西光和会相談役・松野一家総長 松野大蔵
  - 修羅がゆく9 北海道進攻作戦（1999年）
  - 修羅がゆく10 北陸代理決戦（1999年）
  - 修羅がゆく13 完結篇（2000年）
- 突破者太陽傳（2000年5月27日公開、大映） - 白山組組長 弓削春男
- 修羅の群れ（2002年、ミュージアム）
- 電影版 獣拳戦隊ゲキレンジャー ネイネイ!ホウホウ!香港大決戦（2007年、東映）- ヤン

### Vシネマ
- 女バトルコップ（1990年、東映ビデオ）
- 狂犬 Mad Dog（1994年、東映ビデオ）
- 日本極道史 残侠の盃（1995年、SHSプロジェクト）
- 白竜（1998年、ケイエスエス）
- 炎 極道地獄変（1998年、マクザム）
- 首領への道14（2000年、GPミュージアム）-  大野恵三

### バラエティ番組
- 欽ちゃんのどこまでやるの!?（1979年、ANB）
- タケちゃんの思わず笑ってしまいました3（1984年、フジテレビ）

## 書籍
- 僕らを育てた俳優のすごい人　石橋雅史編（アンド・ナウの会）